# ذو الرأس الصلب
ذو الرأس الصلب (الاسم العلمي: Sclerocephalus)، جنس برمائيات منقرض من رتبة مقسومات الفقار من العصر البرمي الأدنى في ألمانيا مع أربعة أنواع صالحة، بما في ذلك نوع S. haeuseri. وهو واحد من أكثر رباعيات الأحفورية القديمة المحفوظة بالكامل وأكثرها وفرة. كان يُعتقد أن ذو الرأس الصلب مرتبط ارتباطًا وثيقًا بممدودات الوجه وأقاربها، ولكن يُعتقد الآن أنه يرتبط ارتباطًا وثيقًا باعظائيات قائدة مقوسة. إنهُ الجنس الوحيد في فصيلة ذوات الرؤوس الصلبة.